# Cirphis orthomita
Cirphis orthomita là một loài bướm đêm trong họ Noctuidae.